# Alessandro Bardelli
Alessandro Bardelli (Uzzano, 1583 - Bologne, 1633) est un peintre italien du XVIIe siècle.

## Biographie
Alessandro Bardelli œuvre d'abord en Valdinievole pour des commissions privées et ecclésiastiques.
Il tira un style personnel inspiré et original des peintres toscans Lodovico Cigoli et de Francesco Curradi.

## Œuvres
- Crocifissione con i S. s. Antonio e Paolo, église Sant'Antonio abate, Pescia
- Battesimo di Cristo, cathédrale Santa Maria Assunta, Pescia.
- San Benedetto et San Michele, Rettoria di S. Michele in Borgo, Pescia.
- Tobiolo che ridona la vista al padre, Prioria collegiata dei S. s. Stefano e Niccolao, Pescia.
- Ornements du tableau de la Madonna del Rosario - Prepositura di S. Jacopo, Altopascio (Province de Lucques).
- Santi Nazzario, Antonio, Stefano, Filippo, Santuario della Madonna delle Querci, Fucecchio (Province de Florence)
- Assunzione della Vergine, église anta. Marta, Buggiano
- Cristo con Sant'Antonio abate, Prepositura di S. Pietro apostolo, Buggiano
- San Francesco che riceve le stimmate, Arcipretura dei S. s. Jacopo e Martino, Uzzano
- San Girolamo, Arcipretura dei S. s. Jacopo e Martino, Uzzano
- Santa Apollonia et S. Margherita di Scozia, Oratorio della Madonna del Canale, Uzzano
- Ornements du tableau de la Madonna del Canale, Oratorio della Madonna del Canale, Uzzano.
- Incoronazione della Vergine e due santi - église Santa Maria della Neve (Chiesina Uzzanese)